# گوستاو هامارشتن
گوستاو هامارشتن (سوئدی: Gustaf Hammarsten؛ زادهٔ ۲ سپتامبر ۱۹۶۷) هنرپیشه اهل سوئد است.
از فیلم‌ها یا برنامه‌های تلویزیونی که وی در آن نقش داشته‌است، می‌توان به قتل‌های ساندهام، دختری با خالکوبی اژدها، برونو، کورسک و بهترین نیات اشاره کرد.